# 胡颂杰
胡颂杰（1932年12月—2020年10月24日），男，湖南嘉禾人，中华人民共和国政治人物，曾任中共西藏自治区党委常委，西藏自治区人大常委会副主任。

## 生平
1956年毕业于江西农学院农学专业，分配到中国农业科学院作物育种栽培研究所从事小麦育种研究，1960年奉命援藏。历任西藏自治区农牧厅社管处副处长、农业局局长、副厅长、厅长，西藏自治区党委常委，西藏自治区第五届人大常委会副主任等职。1994年退休。2020年10月24日11时19分在湖南衡阳逝世，享年88岁。